# Phường 11, thành phố Cao Lãnh
Phường 11 là một phường thuộc thành phố Cao Lãnh, tỉnh Đồng Tháp, Việt Nam.

## Địa lý
Phường 11 nằm ở phía tây thành phố Cao Lãnh, có vị trí địa lý:
- Phía đông giáp xã Mỹ Ngãi
- Phía tây giáp tỉnh An Giang
- Phía nam giáp các xã Tân Thuận Tây, Hòa An, Mỹ Tân
- Phía bắc giáp huyện Cao Lãnh.

Phường 11 có diện tích 8,29 km², dân số năm 2008 là 11.174 người, mật độ dân số đạt 1.340 người/km².

## Hành chính
Phường 11 được chia thành 5 khóm: 1, 2, 3, 4, 5.

## Lịch sử
Ngày 16 tháng 1 năm 2007, Chính phủ ban hành Nghị định 10/2007/NĐ-CP về việc thành lập thành phố Cao Lãnh thuộc tỉnh Đồng Tháp. Phường 11 trực thuộc thành phố Cao Lãnh.